# Vol Delta Air Lines 191
Vous lisez un « bon article » labellisé en 2020.
Le 2 août 1985, un Lockheed L-1011 TriStar effectuant le vol Delta Air Lines 191 entre Fort Lauderdale, en Floride, et Los Angeles, en Californie, avec une escale à l'aéroport international de Dallas-Fort Worth au Texas, rencontre une rafale descendante (micro-rafale) lors de son atterrissage à Dallas puis percute le sol plus d'un kilomètre et demi avant la piste, heurte une voiture près de l'aéroport, entre en collision avec deux réservoirs d'eau et se désintègre. L'accident fait 137 morts, dont une personne au sol, et 27 blessés. Par la suite, le conseil national de la sécurité des transports américain — National Transportation Safety Board (NTSB) — détermine que l'accident résulte de la décision de l'équipage de traverser un orage, du manque de procédures et de formation pour éviter ou échapper aux micro-rafales et du manque d'informations sur les dangers du cisaillement du vent.
Le rapport du NTSB sur l'accident du vol 191 engendre de nombreuses évolutions au niveau de la sécurité dans le secteur aérien, notamment en matière de formation des équipages sur les phénomènes de micro-rafales, d'installation de radars météo embarqués à bord des avions pour détecter et prévenir le cisaillement du vent et sur l'efficacité et le temps de réponse des services d'urgence dans les grands aéroports internationaux.

## Avion et équipage

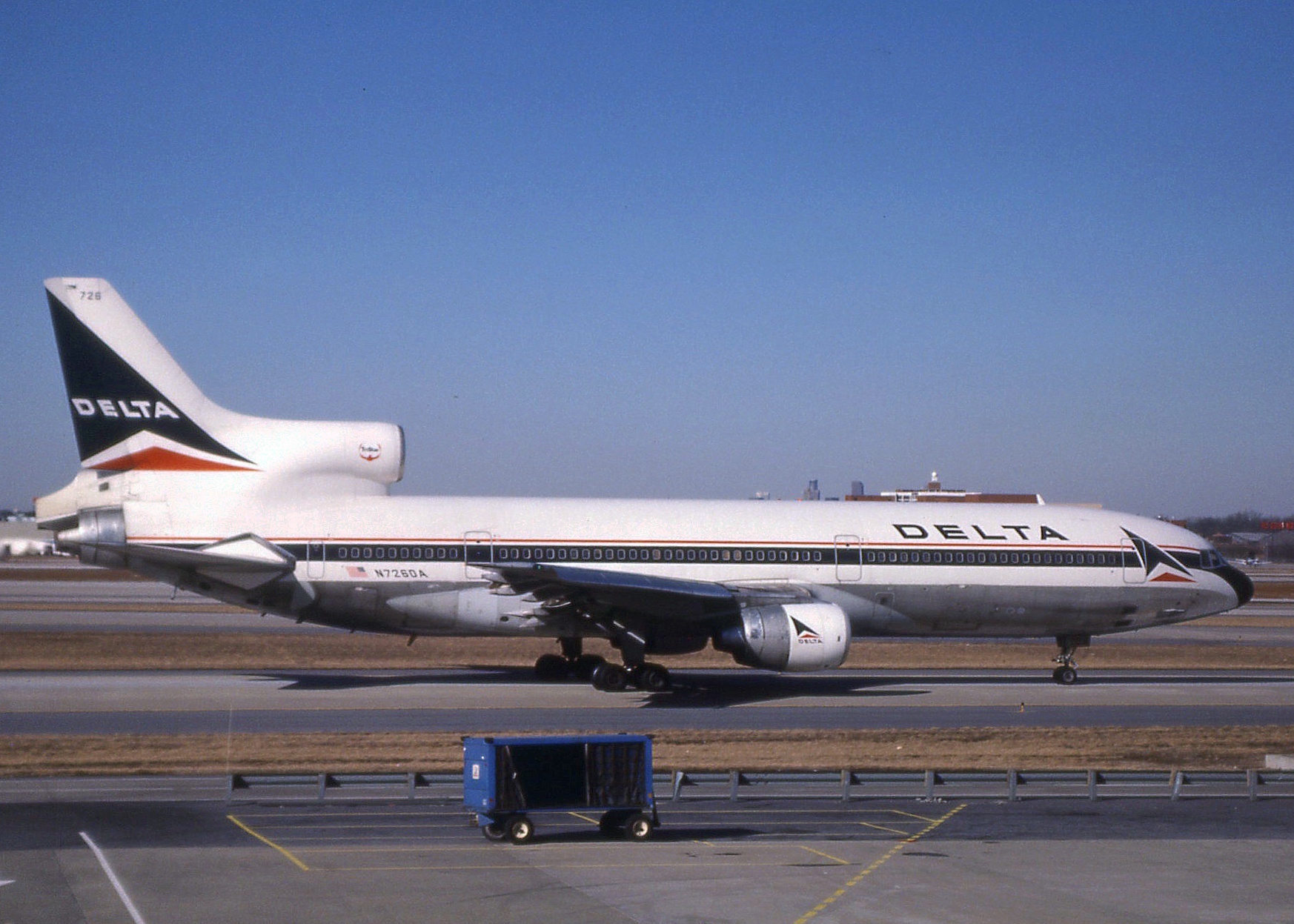
Le L-1011 TriStar de Delta Air Lines impliqué dans l'accident (N726DA), photographié à l'aéroport d'Atlanta en 1985-02.

L'appareil impliqué est un Lockheed L-1011-385-1 TriStar (numéro d'immatriculation N726DA), équipé de trois moteurs Rolls-Royce RB211-22B. Il a été livré neuf à Delta Air Lines le 28 février 1979, et a été exploité en continu jusqu'à l'accident.
L'équipage est composé de trois membres dans le cockpit et de huit membres d'équipage de cabine. Sur les onze membres d'équipage, seuls trois agents de bord ont survécu à l'accident.
Le commandant de bord, Edward N. Connors, âgé de 57 ans, est un employé de Delta depuis 1954. Il s'est qualifié pour devenir commandant de bord sur L-1011 TriStar en 1979 et a réussi tous ses contrôles de compétences. Le rapport du NTSB mentionne que les anciens membres d'équipage qui ont volé avec Connors avant l'accident l'ont décrit comme un pilote méticuleux qui respectait strictement les politiques de la compagnie. Le rapport indique également que Connors « s'était écarté des orages même si d'autres vols empruntaient des routes plus directes » et « acceptait volontiers les suggestions de son équipage ». Depuis sa qualification en 1979, Connors avait réussi les huit inspections en route qu'il avait subies. Le rapport du NTSB note également qu'il a reçu des « commentaires favorables » concernant « la discipline et la normalisation du poste de pilotage ». Avant le vol 191, il enregistre plus de 29 300 heures de vol, dont 3 000 à bord du TriStar.
L'officier pilote de ligne est Rudolph P. Price Jr, âgé de 42 ans et employé de Delta depuis 1970. Les commandants de bord de Delta qui ont volé avec Price l'ont décrit comme un « copilote supérieur à la moyenne » et possédant « une excellente connaissance » du TriStar. Avant le vol 191, il cumule 6 500 heures de vol, dont 1 200 sur le TriStar.
Enfin, le mécanicien navigant, Nick N. Nassick, âgé de 43 ans, enregistre 6 500 heures de vol, dont 4 500 sur TriStar,. Certains de ses collègues l'ont décrit comme « observateur, alerte et professionnel ».

## Déroulement du vol

### Approche
Le vol 191 est un vol de passagers régulier reliant l'aéroport international de Fort Lauderdale-Hollywood en Floride, à l'aéroport international de Los Angeles en Californie, avec une escale prévue à l'aéroport international de Dallas-Fort Worth au Texas. Le 2 août 1985, l'avion décolle de Fort Lauderdale avec un plan de vol selon des règles de vol aux instruments (IFR) à 14 h 10, heure avancée du Centre (CDT) (UTC − 05:00). Les prévisions météorologiques concernant le vol indiquaient une « possibilité d'averses de pluie et d'orages très dispersés ». Une autre alerte météorologique a mis en garde contre « une zone d'orages isolés... au-dessus de l'Oklahoma et du nord-est du Texas ». Les pilotes ont examiné ces informations avant le décollage.
Le vol se déroule sans encombre jusqu'au survol de La Nouvelle-Orléans, en Louisiane, où une formation météorologique près de la côte du Golfe s'est renforcée. Les pilotes décident de s'écarter de la route prévue pour effectuer une arrivée plus au nord à Dallas. L'avion a été placé en circuit d'attente 10 à 15 minutes au-dessus de Texarkana dans l'Arkansas. À 17 h 35, l'équipage reçoit un service automatique de diffusion d'informations (ATIS), diffusé pour la météo à l'approche de Dallas-Fort Worth, et le contrôleur de la circulation aérienne autorise le vol vers Blue Ridge au Texas et lui demande de descendre à 25 000 pieds (7 600 mètres).
À 17 h 43 min 45 s, le contrôleur autorise les pilotes à descendre à 10 000 pieds (3 000 mètres). Le contrôleur suggère qu'ils volent à un cap de 250° vers l'approche de Blue Ridge, mais le commandant répond que la route les mènerait à travers une cellule orageuse et ajoute : « Je préfère ne pas passer par là, je préfère faire le tour d'une façon ou d'une autre ». Après un bref échange, le contrôleur donne au vol un nouveau cap. À 17 h 46 min 50 s, il autorise les pilotes à procéder directement à destination de Blue Ridge et leur demande de descendre à 9 000 pieds (2 700 mètres). À ce moment-là, le commandant exprime son soulagement que le contrôleur ne les ait pas obligés à poursuivre sur la trajectoire initiale.
À 17 h 51 min 19 s, le copilote déclare : « On dirait qu'il pleut sur Fort Worth ». À 17 h 51 min 42 s, le contrôleur de Fort Worth transfère le vol au contrôle d'approche de l'aéroport, qui a autorisé les pilotes à descendre à 7 000 pieds (2 100 mètres). Deux minutes plus tard, le contrôleur demande aux pilotes de dévier de dix degrés et de ralentir la vitesse à 180 nœuds (330 km/h). Alors que l'avion descend, l'équipage se prépare pour l'atterrissage. À 17 h 56 min 19 s, le contrôleur autorise le vol à 5 000 pieds (1 500 mètres). Neuf secondes plus tard, le contrôleur annonce qu'il y a de la pluie au nord de l'aéroport et qu'il utilise désormais des approches avec système d'atterrissage aux instruments (ILS).

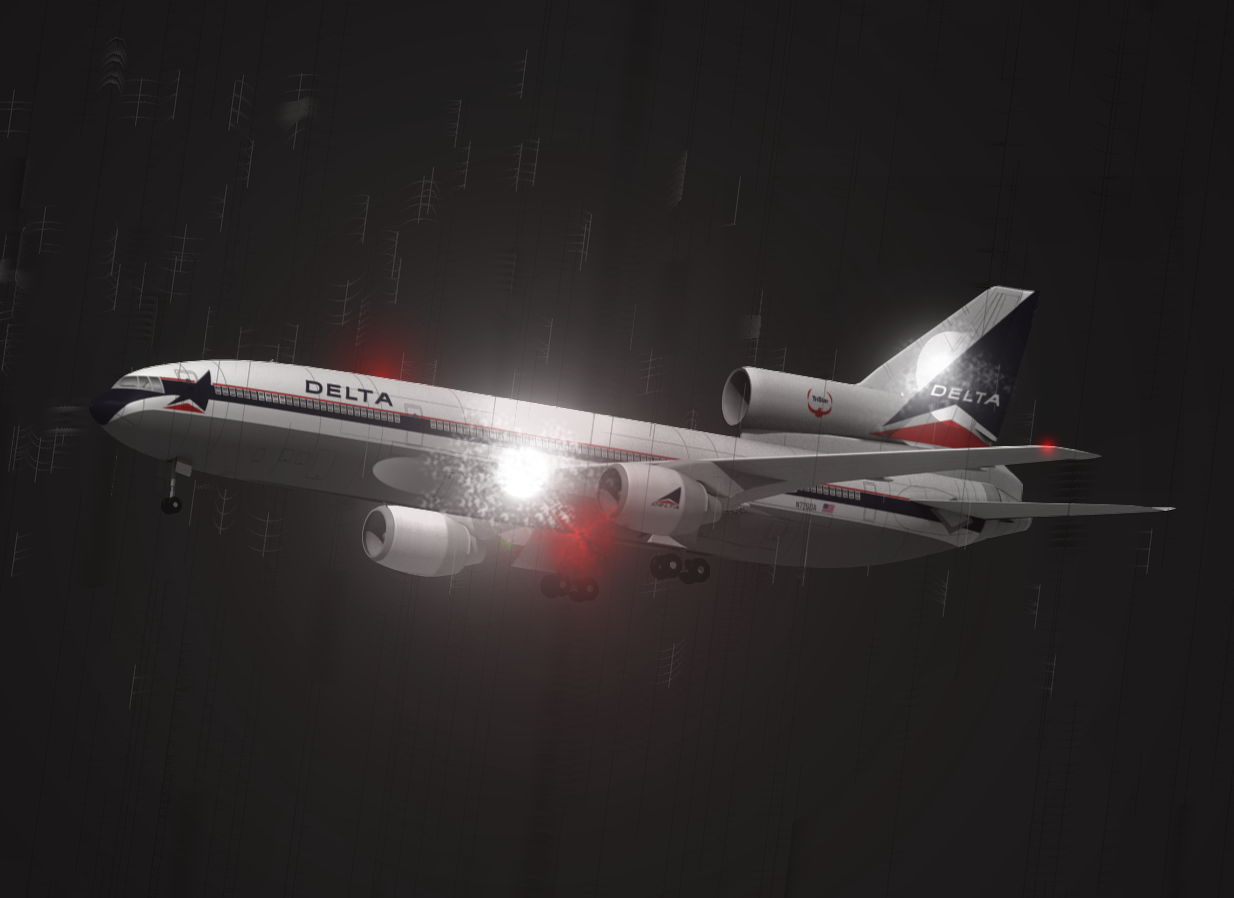
Illustration d'artiste du vol 191 traversant une zone de très mauvais temps.

À 17 h 59 min 47 s, le copilote déclare : « On va avoir droit à un nettoyage ». Au même moment, le commandant de bord passe sur la fréquence radio de l'arrivée et informe le contrôleur d'approche qu'il vole à 5 000 pieds. Le contrôleur répond que le vol devrait s'attendre à s'approcher de la piste 17L (maintenant la piste 17C). À 18 h 0 min 36 s, le contrôleur d'approche demande à un vol d'American Airlines, qui se trouve deux avions avant le vol 191 et sur la même approche, s'il peut voir l'aéroport. Quelqu'un répond : « Dès que nous sortirons de cette averse, nous le verrons ». À 18 h 0 min 51 s, le vol 191 reçoit pour instruction de ralentir à 170 nœuds (315 km/h) et de virer au cap 270°, puis est autorisé à descendre à 3 000 pieds (910 mètres) à 18 h 1 min 34 s. Une minute plus tard, le contrôleur d'approche dirige les pilotes vers la piste 17L et les autorise à effectuer une approche ILS à une altitude égale ou supérieure à 2 300 pieds (700 mètres). 30 secondes plus tard, le contrôleur demande aux pilotes de réduire la vitesse à 160 nœuds (295 km/h). À 18 h 3 min 30 s, le contrôleur déclare : « Nous recevons des vents variables à cause d'une averse ... à l'extrémité nord de l'aéroport ». Quelques secondes plus tard, un membre non identifié de l'équipage du cockpit commente : « Les choses bougent ».
À seulement 5 kilomètres environ avant le vol 191, un Learjet 25 a été autorisé sur la même approche sur la piste 17L. En approche finale, le Learjet a survolé la tempête au nord de l'aéroport et a rencontré ce qui a été décrit plus tard comme des « turbulences légères à modérées ». Le Learjet a rencontré de fortes pluies et perdu toute visibilité vers l'avant, mais a poursuivi son approche ILS et a atterri en toute sécurité. Lorsque, plus tard, il lui a été demandé pourquoi il n'avait pas signalé les conditions météorologiques à la tour, le commandant du Learjet a déclaré qu'il n'avait rien à signaler parce que « la seule chose que nous avons rencontrée était la forte pluie ». Le contrôleur de la tour chargé des atterrissages sur la piste 17L a témoigné avoir vu de la foudre à peu près au moment de l'atterrissage du Learjet,.

### Accident
À 18 h 3 min 46 s, le contrôleur d'approche demande à nouveau au vol 191 de réduire sa vitesse, cette fois à 150 nœuds (280 km/h), puis remet le vol au contrôleur de la tour. Douze secondes plus tard, le commandant transmet par radio et déclare : « Delta 191 Heavy, ici sous la pluie, on est bien ». Le contrôleur de la tour a informé le vol 191 que le vent souffle à 5 nœuds (9 km/h) avec des rafales allant jusqu'à 15 nœuds (28 km/h), ce que le commandant de bord a collationné. Les pilotes ont baissé le train d'atterrissage et déployé les volets pour l'atterrissage. À 18 h 4 min 18 s, le copilote commente : « Des éclairs sortent de celui-ci. ... Juste devant nous »,,.

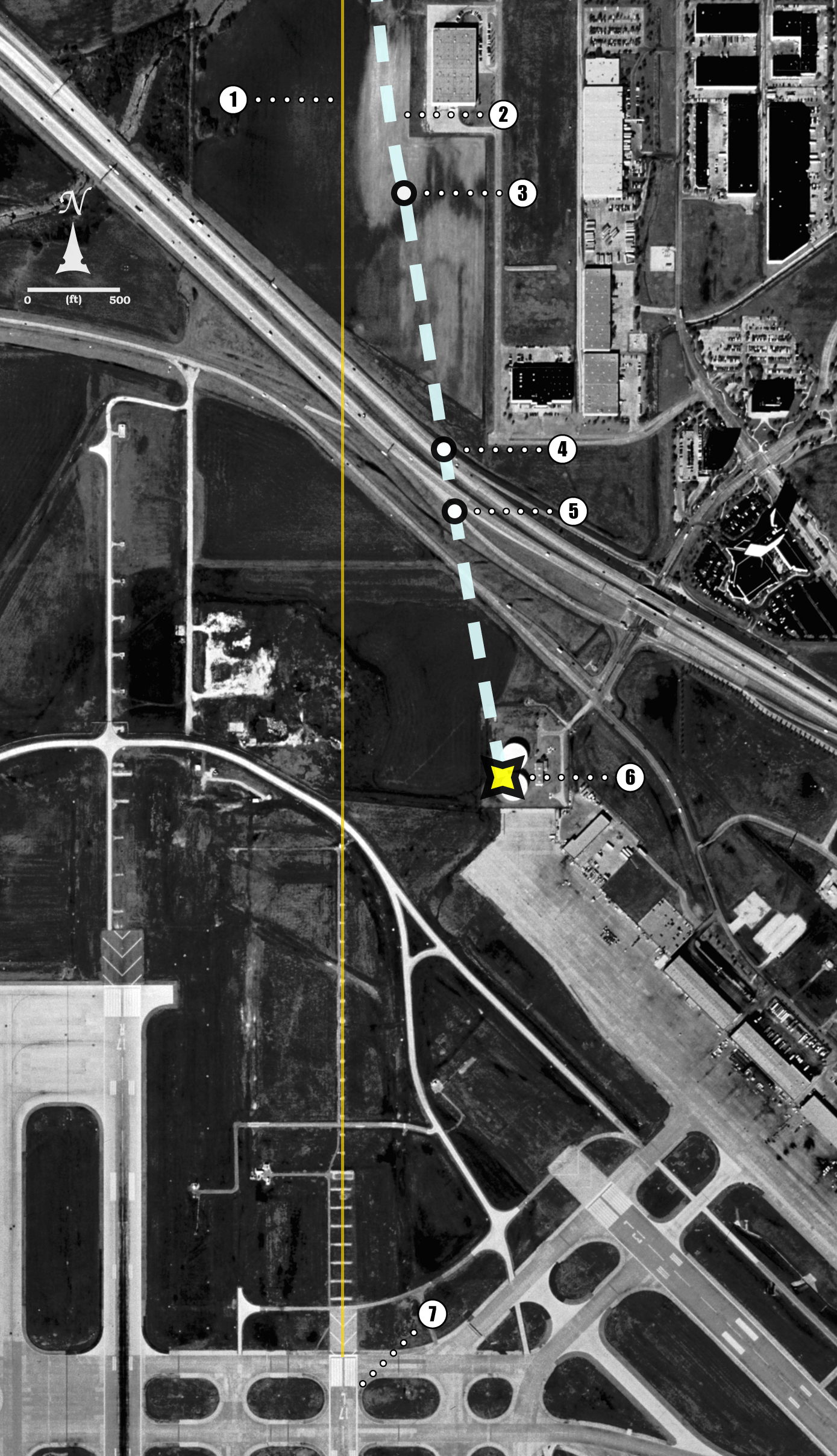
Carte de la trajectoire de vol dans les derniers instants du vol :
1) axe de piste étendu
2) trajectoire estimée
3) point d'impact initial à
4) point où le vol percute un réverbère et percute une voiture sur la Texas State Highway 114
5) point où l'avion quitte la route, percute deux autres lampadaires et commence à se désintégrer
6) les réservoirs d'eau où la majeure partie du fuselage est détruite
7) le seuil de la piste 17L à DFW.

Le commandant annonce qu'ils sont à 1 000 pieds (300 mètres) à 18 h 05 min 05 s. Quatorze secondes plus tard, il avertit son copilote de surveiller la vitesse. Dans le même temps, l'enregistreur phonique (CVR) capture le début d'un son identifié comme étant la pluie frappant le pare-brise du cockpit. Le commandant avertit ensuite le copilote : « Tu vas tout perdre d'un coup, ça y est ». À 18 h 05 min 26 s, le commandant déclare, en parlant de la manette des gaz : « Pousse-la, pousse-la à fond ». Quelques secondes plus tard, le CVR enregistre le bruit des moteurs qui accélèrent et le commandant déclare « C'est bon », pensant que l'avion a passé la pire phase du mauvais temps. Cependant, à 18 h 5 min 36 s, le commandant Connors s'exclame : « Accroche-toi à ce fils de p*te ! »,. À ce moment, l'avion a entamé une descente dont il ne se remet jamais. L'angle d'attaque a commencé à se réduire et l'avion a commencé à descendre sous la pente de descente.
À 18 h 5 min 44 s, le système d'avertissement de proximité du sol (GPWS) déclenche une série d'avertissements sonores. Le commandant de bord répond en déclarant « TOGA », qui donne l'ordre d'appliquer une poussée maximale sur les moteurs et d'interrompre un atterrissage. Le copilote répond en tirant et en levant le nez de l'avion, ce qui ralentit l'appareil sans interrompre sa descente. À 18 h 5 min 52 s, toujours en descente à une vitesse d'environ 10 pieds par seconde (3 mètres par seconde), le train d'atterrissage de l'appareil entre en contact avec un champ labouré au nord de la piste et 110 mètres à l'est de l'axe de piste. Restant structurellement intact, le vol 191 reste au sol tout en roulant à grande vitesse à travers les terres agricoles. Le train d'atterrissage principal laisse des dépressions peu profondes dans le champ qui se sont étendues sur 73 mètres avant de disparaître et de réapparaître à quelques reprises à l'approche de la Texas State Highway 114.
L'avion heurte un réverbère routier et son train avant se pose sur la voie en direction ouest de la route 114, dérapant à au moins 320 km/h. Le moteur gauche de l'avion heurte une voiture sur la Texas State Highway 114 et tue sur le coup son conducteur,. Alors que l'avion continue vers le sud, il percute deux autres réverbères du côté est de l'autoroute et commence à se fragmenter. Le stabilisateur horizontal (gouverne de profondeur) gauche, certaines pièces du moteur, des parties des surfaces de commande des ailes et des parties du train avant se détachent de l'avion. Certains témoins déclarent plus tard que le feu émergeait de l'emplanture de l'aile gauche. Les passagers survivants signalent que le feu avait commencé à pénétrer dans la cabine par la gauche alors que l'avion était toujours en mouvement,.
La course de l'avion se termine lorsqu'il s'écrase dans une paire de réservoirs d'eau sur le bord de la propriété de l'aéroport. L'avion a frôlé un réservoir d'eau à environ 520 mètres au sud de la route 114, puis a percuté le deuxième réservoir,. Lorsque l'aile gauche et le nez ont heurté le réservoir d'eau, le fuselage a tourné dans le sens inverse des aiguilles d'une montre et il a été englouti dans une boule de feu. Le fuselage du nez jusqu'à la rangée 34 a été détruit. La section arrière a émergé de la boule de feu et s'est immobilisée sur son côté gauche avant que les rafales de vent ne la tournent en position verticale.

## Après l'accident

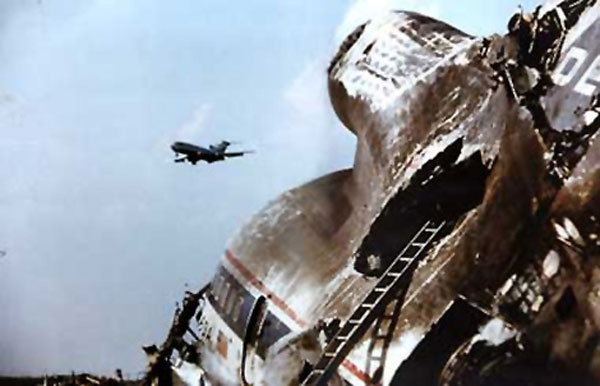
Débris de la section arrière du L-1001 de Delta (N726DA).

Toutes les unités d'incendie et d'urgence de l'aéroport ont été alertées dans la minute qui suit l'accident. Quarante-cinq secondes après avoir été alerté pour la première fois, trois camions de pompiers de la caserne n° 3 de l'aéroport arrivent sur le lieu de l'accident et commencent à lutter contre l'incendie. Des unités supplémentaires des casernes n° 1 et n° 3 arrivent dans les cinq minutes suivantes et, malgré les fortes rafales de vent et les fortes pluies, le feu a été en grande partie maîtrisé dans les dix minutes suivant le déclenchement de l'alerte.

Diagramme des blessures subies en cabine (légende en anglais). En rouge, les blessures mortelles ; en jaune, les blessures graves ; en vert, les blessures mineures ; en bleu, l'absence de blessures ; en blanc, les sièges non occupés ; et en orange (points), les blessures dues à la chaleur.

Les premiers ambulanciers arrivent dans les cinq minutes qui suivent l'accident et établissent immédiatement des stations de soins. Dans des témoignages ultérieurs aux responsables du NTSB, les ambulanciers sur place estiment que sans les procédures de soins sur place, au moins la moitié des passagers survivants seraient morts. La plupart des survivants du vol 191 se trouvaient dans la section arrière de l'avion, qui s'est détachée du fuselage principal lorsqu'il a heurté les réservoirs d'eau.
Le poste de pilotage et la section passagers à l'avant de la rangée de sièges 34 ont été complètement fragmentés par l'impact avec les réservoirs et les incendies. Tous les occupants de cette section sauf huit ont été tués. Le reste des passagers et de l'équipage survivants se trouvaient dans la partie arrière, relativement intacte après la séparation, qui a atterri sur le côté dans un champ.
Dans l'ensemble, la désintégration du TriStar a été si importante que l'enquête du NTSB a été assez difficile. Les survivants ont signalé qu'un incendie s'était déclaré dans la cabine avant de heurter les réservoirs et avait commencé à se propager à l'intérieur de l'avion,, ce qui correspond à la collision de l'aile droite avec le poteau lumineux et l'allumage du réservoir de carburant. Certaines personnes de la section arrière n'ont pas pu se libérer en raison de leurs blessures et les équipes de sauvetage ont dû les dégager. La plupart des survivants ont également été aspergés de carburant, ce qui a compliqué leur sortie de l'épave.
Deux des passagers qui ont initialement survécu à l'accident sont décédés plus de 30 jours plus tard,. Sur le terrain, un employé de la compagnie aérienne qui a aidé au sauvetage des survivants a été hospitalisé pendant la nuit pour des douleurs à la poitrine et aux bras. L'accident a finalement tué 137 personnes, dont 128 des 152 passagers et 8 des 11 membres d'équipage (dont les trois membres de l'équipage du cockpit), ainsi que le conducteur de la voiture percutée,. Dans son rapport final, le NTSB note que deux des passagers répertoriés comme survivants sont décédés plus de 30 jours après l'accident, le 13 septembre, et le 4 octobre 1985. Un des passagers est Philip Don Estridge (en), connu comme le père de l'IBM PC ; il est décédé à bord du vol avec sa femme, deux stagiaires d'été d'IBM et six autres employés de l'entreprise.
Le vol 191 de Delta Air Lines a le deuxième plus grand nombre de décès parmi les accidents aériens impliquant un Lockheed L-1011 partout dans le monde, après le vol Saudia 163.

## Enquête
Avec les premiers éléments de l'enquête, le Conseil national de la sécurité des transports américain (NTSB) a dirigé son attention vers les formations météorologiques présentes autour de l'aéroport lors de la descente du vol 191. Il a été établi que l'avion est entré dans une cellule orageuse, comportant de forts cisaillements de vents lors de son approche sur l'aéroport de Dallas-Fort Worth. L'avion est entré dans une micro-rafale à 18 h 5 min 14 s et s'est écrasé à 18 h 5 min 52 s. Pendant ces 38 secondes, il a rencontré un cisaillement horizontal d'environ 72 nœuds (133 km/h). De plus, six inversions rapides de vents verticaux, enregistrés dans les dernières secondes du vol, et un roulis de 20° vers la droite pendant la dernière partie de la descente, ce qui « suggère fortement un vol à travers (ou) assez près du centre d'un flux de vortex », ont montré que l'avion avait pénétré un flux de vent vertical.

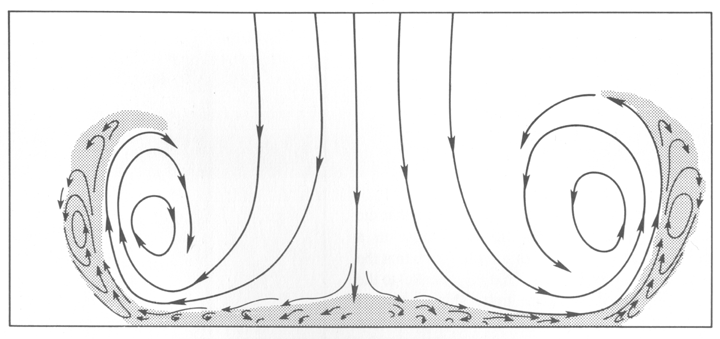
Illustration d'une micro-rafale.

Vers 18 h 5 min 19 s, l'avion a rencontré un fort courant descendant. Les vents verticaux sont passés d'un courant ascendant de 10 pieds par seconde (3 mètres par seconde) à un courant descendant de 20 pieds par seconde (6 mètres par seconde). À ce moment-là, le copilote a tiré sur les commandes pour faire remonter l'avion, mais l'avion n'est pas remonté, poussé vers le sol par les vents descendants. De plus, son angle d'attaque a augmenté, jusqu'à environ 7° vers le haut, et sa vitesse a commencé à chuter fortement.
L'analyse des performances de l'avion a montré qu'à ce moment-là, une perte significative de 44 nœuds (81 km/h) de la vitesse indiquée a été enregistré en 10 secondes lorsque l'avion a traversé le cisaillement horizontal (vent de face) croissant, suivi par le courant descendant, puis par le cisaillement horizontal décroissant.
Les pilotes, et notamment le commandant de bord, avaient été entraînés à de nombreuses reprises afin de réagir à une micro-rafale sur simulateur. Par ailleurs, immédiatement après cette perte de vitesse, le commandant a déclaré : « Pousse-la, pousse-la à fond », en mentionnant la manette des gaz. Il a effectué les actions qu'il avait apprises pour stabiliser l'appareil en augmentant la puissance des moteurs. À 18 h 5 min 29 s, alors que l'avion se trouvait à environ 700 pieds au-dessus du sol (210 mètres), la tendance décroissante du vent de face s'est inversée, ce qui, associé à une forte poussée des moteurs, a entraîné une augmentation rapide de la vitesse d'environ 129 à 140 nœuds. Deux secondes plus tard, les pilotes ont réduit la puissance des moteurs. Concernant ce moment précis, le rapport du NTSB indique : « Le NTSB conclut que l'équipage du cockpit croyait probablement que l'avion avait pénétré le pire du cisaillement de vent, que l'avion sortirait sous peu des fortes pluies et que la poursuite de l'approche était justifiée. En outre, il conclut que ces croyances peuvent avoir été motivées par l'expérience de formation et de simulation du cisaillement de vent de l'équipage dans laquelle ils ont réussi à survoler des démonstrations de micro-rafales qui avaient incorporé l'écoulement descendant classique avec son vent de face croissant, son courant descendant et son vent de face décroissant, suivi de la restabilisation de l'avion. ». Par ailleurs, à 18 h 5 min 29 s, le commandant s'exclame : « C'est bon », pensant probablement que l'avion était sorti de la pire phase de la micro-rafale.

Schéma en coupe d'une micro-rafale avec notamment l'écoulement de l'air (outflow) et le courant descendant (downdraft) (en anglais).

Le commentaire du NTSB se poursuit : « Sur la base de sa formation au cisaillement du vent et de son expérience de simulateur sur L-1011, la décision du commandant de bord de poursuivre l'approche était compréhensible après la stabilisation momentanée de l'avion (sur la pente de descente) au-dessus de 600 pieds (180 mètres) au-dessus du sol, à 18 h 5 min 31 s. ». Cependant, dans les secondes qui ont suivi, l'avion a subi d'importantes variations du vents sur tous ses axes, la vitesse chutant de 140 à 120 nœuds et « le vent vertical est passé d'un courant descendant de 40 pieds par seconde (12 mètres par seconde) à un courant ascendant de 20 pieds par seconde (6 mètres par seconde), et une forte rafale latérale a frappé l'avion. ». Lors d'une micro-rafale, les changements très rapides des vents peuvent surprendre les pilotes, qui n'ont pas le temps d'effectuer des corrections efficaces en raison des changements brutaux et incessants des vents sur tous les axes. En effet, le changement soudain de la force des vents sur de courtes distances provoque d'importantes variations sur la portance de l'appareil.
À 18 h 5 min 37 s, l'angle d'attaque est passé d'environ 6° à plus de 23° vers le haut, l'avion a pris un roulis à droite d'environ 20° et il se trouvait à environ à 600 pieds (180 mètres) au-dessus du sol,. Par la suite, le vibreur de manche, qui avertit d'un décrochage imminent, s'est activé brièvement. Le copilote a donc poussé sur le manche pour récupérer de la vitesse en faisant diminuer l'angle d'attaque, mais à l'altitude très basse où se trouvait l'avion, le contact avec le sol a été inévitable,. Le toucher initial a été relativement doux mais l'avion a rapidement traversé une autoroute, endroit où il a commencé à se désintégrer.

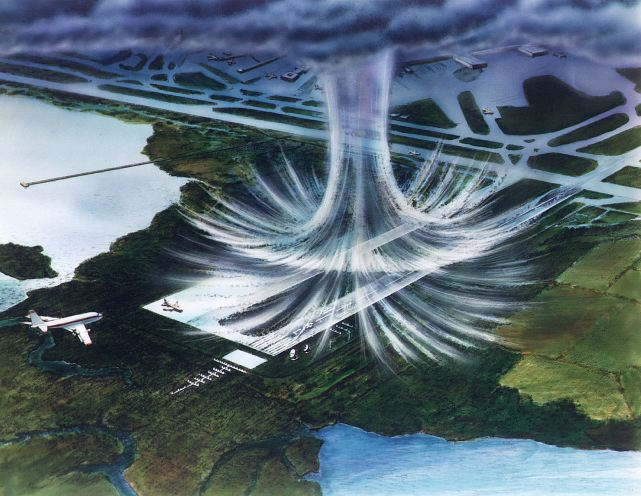
Illustration d'artiste d'une micro-rafale provenant de la NASA. Toutefois, la plupart des micro-rafales sont invisibles.

Après une enquête d'un peu plus d'un an, le NTSB a estimé que la cause de l'accident est attribuable à une erreur du pilote (pour sa décision de traverser un orage),, combinée à des phénomènes météorologiques extrêmes associés au cisaillement du vent induit par les micro-rafales,,. Le NTSB a également déterminé que le manque de formation, de politiques et de procédures spécifiques pour éviter et échapper au cisaillement du vent à basse altitude sont des facteurs ayant contribué à l'accident.
Le phénomène orageux et la micro-rafale que le vol 191 a traversé se sont formés très rapidement. Des avions se sont posés sans problème avant lui et personne n'a remarqué que le phénomène était en train de s'aggraver et donc personne n'a pu prévenir l'équipage de la violence des phénomènes météorologiques en formation, les surprenants d'autant plus.
Dans son rapport final, le NTSB conclut :

« Le NTSB détermine que les causes probables de l'accident ont été la décision de l'équipage du poste de pilotage d'initier et de poursuivre l'approche dans un nuage de type cumulonimbus qu'ils ont observé contenir de la foudre ; le manque de directives, procédures et formation spécifiques pour éviter et échapper au cisaillement du vent à basse altitude ; et le manque d'informations définitives et en temps réel sur les risques de cisaillement. Cela a entraîné une rencontre à basse altitude avec un fort cisaillement de vent provoqué par une micro-rafale provenant d’un orage en développement rapide situé sur la trajectoire d’approche finale. »

Le NTSB attribue également l'accident au manque de capacité à détecter les micro-rafales à bord des avions. En effet, l'équipement radar à bord des avions à l'époque n'était pas en mesure de détecter les changements de vent, mais seulement les orages. Après l'enquête, les chercheurs de la NASA au Centre de recherche Langley en Virginie ont modifié un Boeing 737-200 comme banc d'essai pour un radar météorologique Doppler embarqué,,. Le système de détection et d'alerte de cisaillement du vent résultant a été installé sur de nombreux avions de ligne commerciaux aux États-Unis après que la FAA a exigé que tous les avions commerciaux soient dotés de systèmes de détection de cisaillement du vent,.
Le NTSB a également critiqué l'aéroport pour ne pas avoir informé les services d'urgence des municipalités environnantes en temps opportun. Alors que les services d'urgence sur place à l'aéroport ont été notifiés presque immédiatement, le centre de communication du ministère de la Sécurité publique de Dallas-Fort Worth (DPS) n'a commencé à notifier les services d'urgence hors site que près de 10 minutes après l'accident et n'avait pas terminé ses messages d'alertes 45 minutes après l'accident. Lors des messages d'alertes, le DPS n'a pas non plus demandé d'ambulances aux communautés voisines d'Irving, Grapevine et Hurst. Néanmoins, la ville de Hurst a envoyé des ambulances après que le personnel de sa compagnie d'ambulance ait entendu parler d'un accident près de l'aéroport sur une radio. Le NTSB a conclu que la réponse d'urgence globale était efficace en raison de la réponse rapide du personnel de l'aéroport, mais a constaté que « plusieurs problèmes » qui, dans des circonstances différentes, « pouvaient nuire au traitement médical et à la survie des victimes d'accidents à l'aéroport. ».

## Conséquences

### Réformes
À la suite de l'accident et du rapport final du NTSB, le DPS de Dallas-Fort Worth apporte des améliorations à son système d'alerte post-accident, notamment l'introduction d'un système d'alerte vocale automatisé pour réduire les délais. En 1988, à la suite de l'accident du vol Delta Air Lines 1141 au décollage du même aéroport, le DPS achève sa notification des services d'urgence à proximité en 21 minutes. Le NTSB juge que c'est une « amélioration significative » des temps de réponse après l'accident du vol 191. Sur la base des temps de réponse améliorés, le NTSB publie une recommandation de sécurité le 9 janvier 1990, appelant les dirigeants d'aéroports à l'échelle nationale à considérer les avantages de l'utilisation de systèmes d'alerte vocaux automatisés pour leurs notifications d'aide d'urgence. En 1988, la FAA a également rendu obligatoire l'installation de radars et systèmes embarqués à bord des avions commerciaux permettant de détecter et d'avertir les pilotes lors d'un cisaillement de vent,,.
À la suite de l'accident, des formations ont été mises en place à l'intention des pilotes pour s'entraîner à réagir aux micro-rafales, et prendre rapidement des mesures d'évitement afin d'atterrir en toute sécurité,,,. Finalement, le NTSB, à la suite de l'accident et de la publication du rapport final, émet 30 recommandations de sécurité,,.

### Procès
L'accident du vol 191 a entraîné le plus long procès aéronautique de l'histoire américaine, d'une durée de 14 mois de 1988 à 1989 et présidé par le juge fédéral David Owen Belew Jr. du district nord du Texas,. Le procès a comporté la première utilisation d'une animation graphique par ordinateur comme preuve de fond devant une cour fédérale et son utilisation dans le litige du vol 191 a fait l'objet d'une couverture d'un numéro de 1989 du ABA Journal, le magazine de l'American Bar Association,. La préparation de la vidéo animée pour le procès a coûté au département de la Justice des États-Unis environ 100 000 à 150 000 $ (ce qui équivaut entre 210 000 et 310 000 $ aujourd'hui, soit environ 185 000 à 275 000 €) et a nécessité près de deux ans de travail,. Le tribunal a jugé que le personnel du gouvernement et l'équipage du poste de pilotage de Delta Air Lines ont tous les deux été négligents, mais que Delta était en fin de compte responsable parce que la négligence de ses pilotes était la cause immédiate de l'accident, et la décision a été confirmée devant la cour d'appel des États-Unis de la cinquième circonscription.

### Mémorial
Les survivants et les membres des familles des victimes se réunissent régulièrement en Floride et à Dallas pour célébrer l'anniversaire de l'accident,. En 2010, 25 ans après l'accident, un mémorial a été installé à l'aire d'observation de Founders Plaza de l'aéroport international de Dallas-Fort Worth à Grapevine.

### Médias
L'accident a fait l'objet d'un épisode dans la série télévisée Air Crash nommé « Plaqué au sol » (saison 5 - épisode 1) ; a été présenté dans un épisode de When Weather Changed History et Why Planes Crash sur The Weather Channel, et dans l'épisode « Deadly Weather » de Survival in the Sky sur The Learning Channel ; a été mentionné dans le long métrage Rain Man, sorti en 1988 ; et a fait l'objet du téléfilm Fire and Rain, sorti en 1989.
En tant que journaliste pour le Fort Lauderdale News and Sun-Sentinel en 1986, le futur auteur de mystère de renom Michael Connelly et deux autres journalistes ont mené des entretiens approfondis avec les survivants du vol 191 et ont écrit un article détaillant leurs expériences pendant et après l'accident,. L'article a exploré le sujet de la culpabilité des survivants et a valu à Connelly et à ses co-auteurs une position de finaliste pour le prix Pulitzer.